# Полина (Палермо)
Полина (итал. Pollina) је насеље у Италији у округу Палермо, региону Сицилија.
Према процени из 2011. у насељу је живело 936 становника. Насеље се налази на надморској висини од 714 м.

## Становништво
Према резултатима пописа становништва 2011. у општини је живело 2.998 становника.
| 1931. | 1936. | 1951. | 1961. | 1971. | 1981. | 1991. | 2001. | 2011. |
| ----- | ----- | ----- | ----- | ----- | ----- | ----- | ----- | ----- |
| 2.953 | 3.030 | 3.163 | 3.148 | 3.134 | 3.216 | 3.157 | 3.120 | 2.998 |